# 埼玉県道372号下高野杉戸線
埼玉県道372号下高野杉戸線（さいたまけんどう372ごう しもたかのすぎとせん）は、埼玉県北葛飾郡杉戸町内を結ぶ都道府県道である。

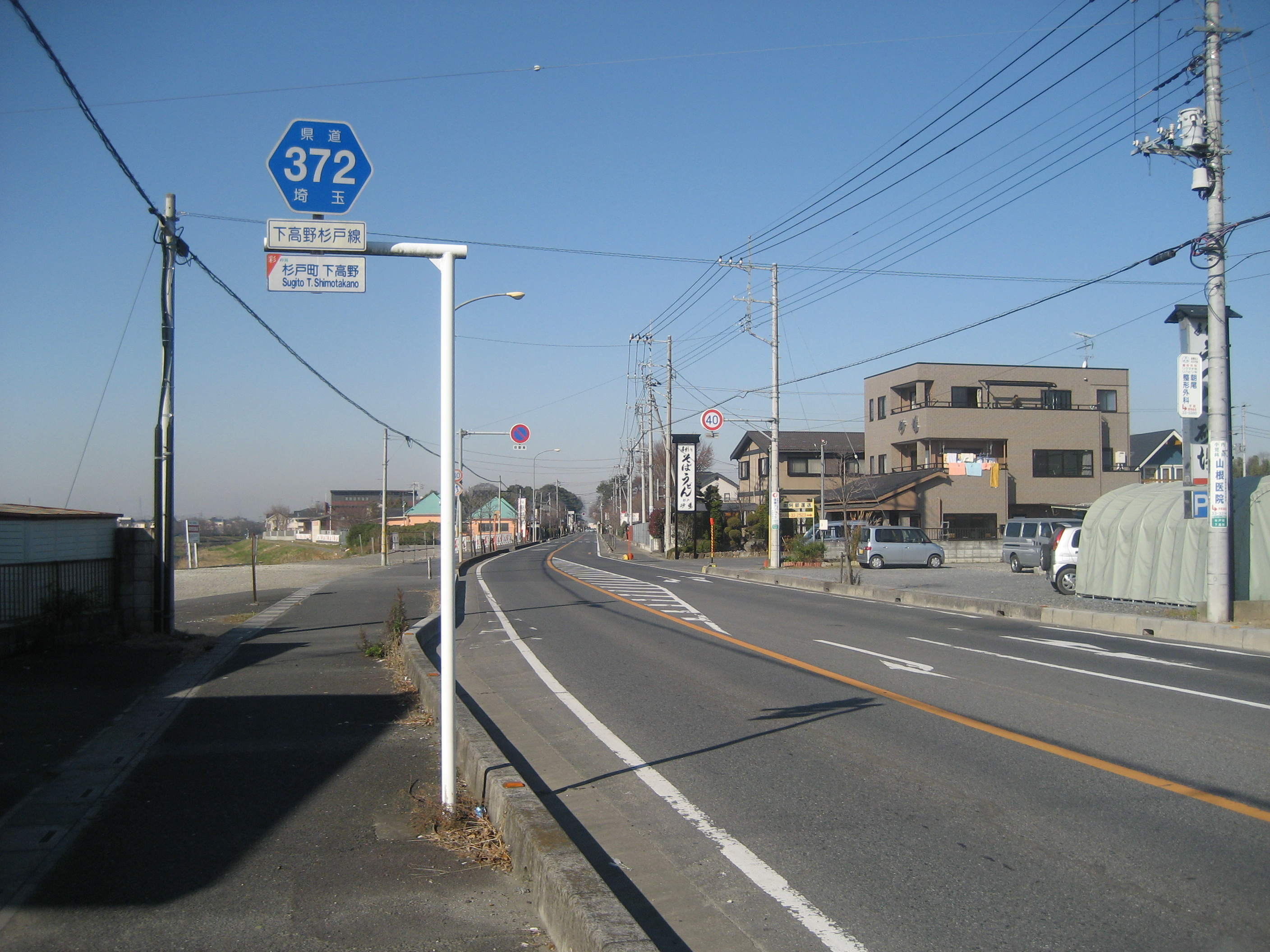
杉戸町下高野

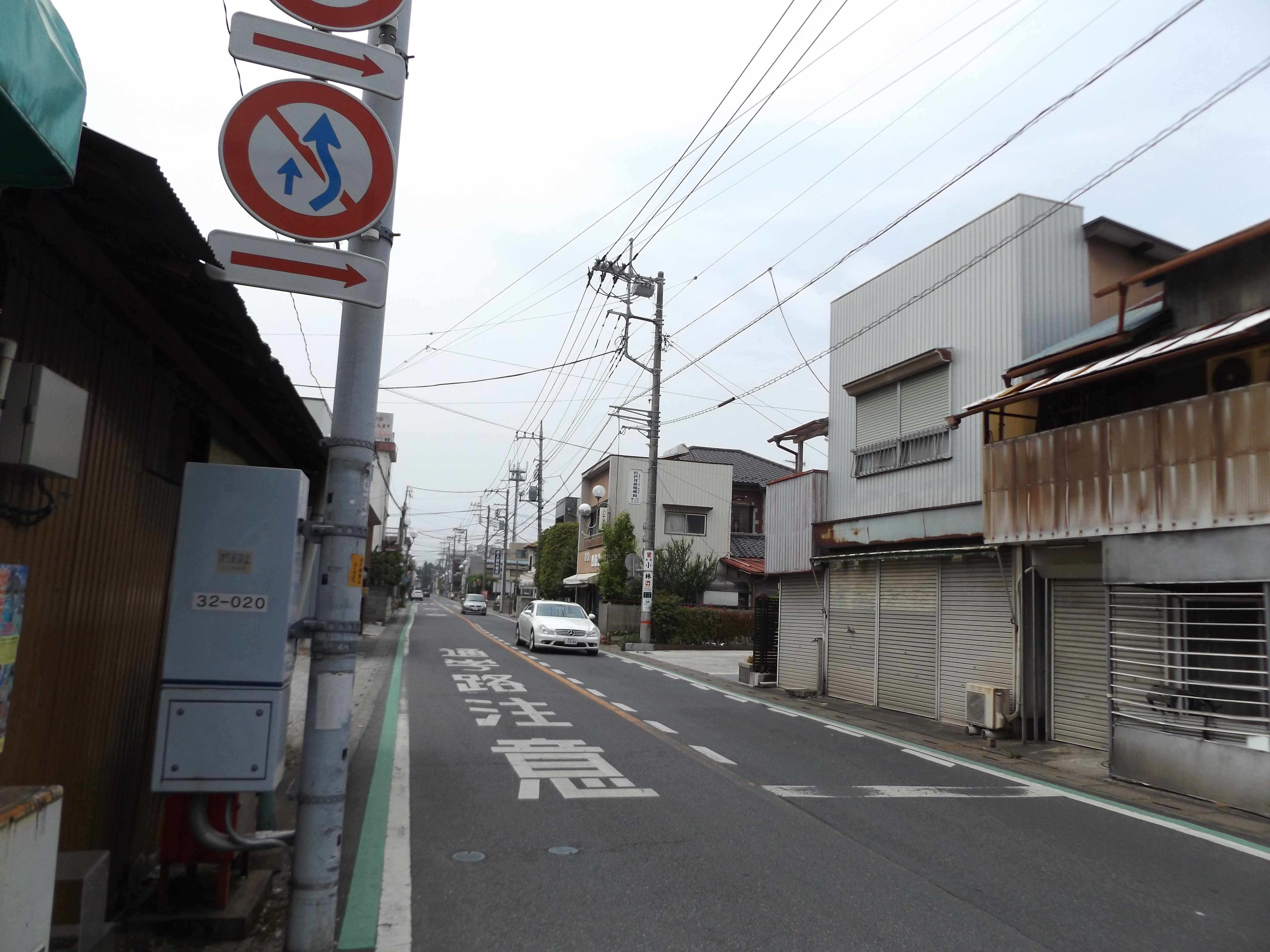
終点付近（東武動物公園駅前交差点手前）

## 路線概要
- 起点：埼玉県北葛飾郡杉戸町大字下高野[1]（埼玉県道65号さいたま幸手線交点）
- 終点：埼玉県北葛飾郡杉戸町大字杉戸[1]（埼玉県道408号東武動物公園停車場線交点）
- 総距離：3,250m
- 東武日光線の踏切の東側から、「東武動物公園駅前交差点」の区間は大型自動車・大型特殊自動車通行禁止である。

## 歴史

### 年表
- 1960年（昭和35年）9月1日：埼玉県告示第652号により、埼玉県道に認定された[1]。

## 地理

### 通過する自治体
- 埼玉県
  - 北葛飾郡杉戸町

### 接続・交差する主な道路・交通機関・河川

#### 道路
- 埼玉県道65号さいたま幸手線「和戸橋交差点」
- 埼玉県道408号東武動物公園停車場線「東武動物公園駅前交差点」

#### 交通機関
- 東武鉄道日光線

### 沿線
- 埼玉県杉戸県土整備事務所